# الخطيب أبو الحسن
علي ابن سليمان بن أيوب، من مهندسي أوائل القرن السادس بمصر ذكره المقريزي في الخطط فيمن كان مقيدًا بخدمة المرصد من المهندسين ولم نقف له على ترجمة.